# Bombylius basifumatus
Bombylius basifumatus är en tvåvingeart som beskrevs av Speiser 1914. Bombylius basifumatus ingår i släktet Bombylius och familjen svävflugor. Inga underarter finns listade i Catalogue of Life.